# アサギマダラ
アサギマダラ（浅葱斑、学名：Parantica sita）は、チョウ目タテハチョウ科マダラチョウ亜科に分類されるチョウの1種。翅の模様が鮮やかな大型のチョウで、長距離を移動する。

## 特徴
成虫の前翅長は5 - 6 cmほど。翅の内側が白っぽく、黒い翅脈が走る。この白っぽい部分は厳密には半透明の水色で、鱗粉が少ない。和名にある「浅葱（あさぎ）」とは青緑色の古称で、この部分の色に由来する。翅の外側は前翅は黒、後翅は褐色で、ここにも半透明水色の斑点が並ぶ。
オスとメスの区別はつけにくいが、オスは腹部先端にフェロモンを分泌するヘアペンシルという器官を持つ。また翅を閉じたときに、尾に当たる部分に濃い褐色斑があるものがオスである。性票であり、メスにはない。
アゲハチョウ科の様に細かく羽ばたかずにふわふわと飛翔し、また、人をあまり恐れずよく目にするため人気が高い。日本昆虫学会による国蝶選定の際に、ナミアゲハやアオスジアゲハ等と共に候補に選ばれたが結局はオオムラサキが選定された。夏から秋にかけてはフジバカマ、ヒヨドリバナ、アザミなどのキク科植物の花によく集まり、吸蜜する姿が見られる。
日本の南西諸島から東南アジアにかけて分布するリュウキュウアサギマダラは、「アサギマダラ」の名が付くが、リュウキュウアサギマダラ属に属する別属のチョウである。

## 生活史
幼虫はキョウチクトウ科（旧分類ではガガイモ科）のキジョラン、カモメヅル、イケマ、サクラランなどを食草とし、卵は食草の葉裏に産みつけられる。幼虫は黒の地に黄色の斑点が4列に並び、その周囲に白い斑点がたくさんある。また、前胸部と尾部に2本の黒い角をもつ。関東以西の沿岸部付近などでは、冬が近づくと常緑性であるキジョランに産卵され、2～3齢程度の幼虫で越冬する。蛹は垂蛹型で、尾部だけで逆さ吊りになる。蛹は青緑色で、金属光沢のある黒い斑点がある。
幼虫の食草となる旧ガガイモ科植物はどれも毒性の強いアルカロイドを含む。アサギマダラはこれらのアルカロイドを取りこむことで毒化し、敵から身を守っている。アサギマダラは幼虫・蛹・成虫とどれも鮮やかな体色をしているが、これは毒を持っていることを敵に知らせる警戒色と考えられている。また、成虫のオスがよく集まるヒヨドリバナやフジバカマ、スナビキソウなどには、ピロリジジンアルカロイド（PA）が含まれ、オスは性フェロモン分泌のためにピロリジジンアルカロイドの摂取が必要と考えられている。

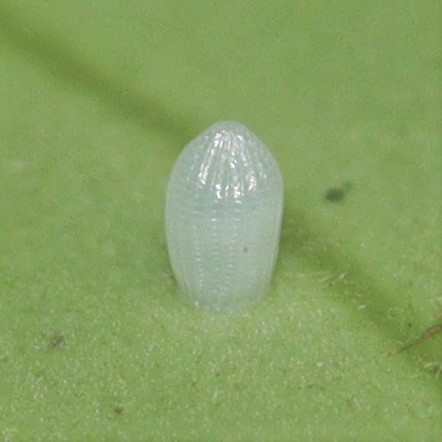
食草とするキジョランの葉の裏に産み付けられた卵
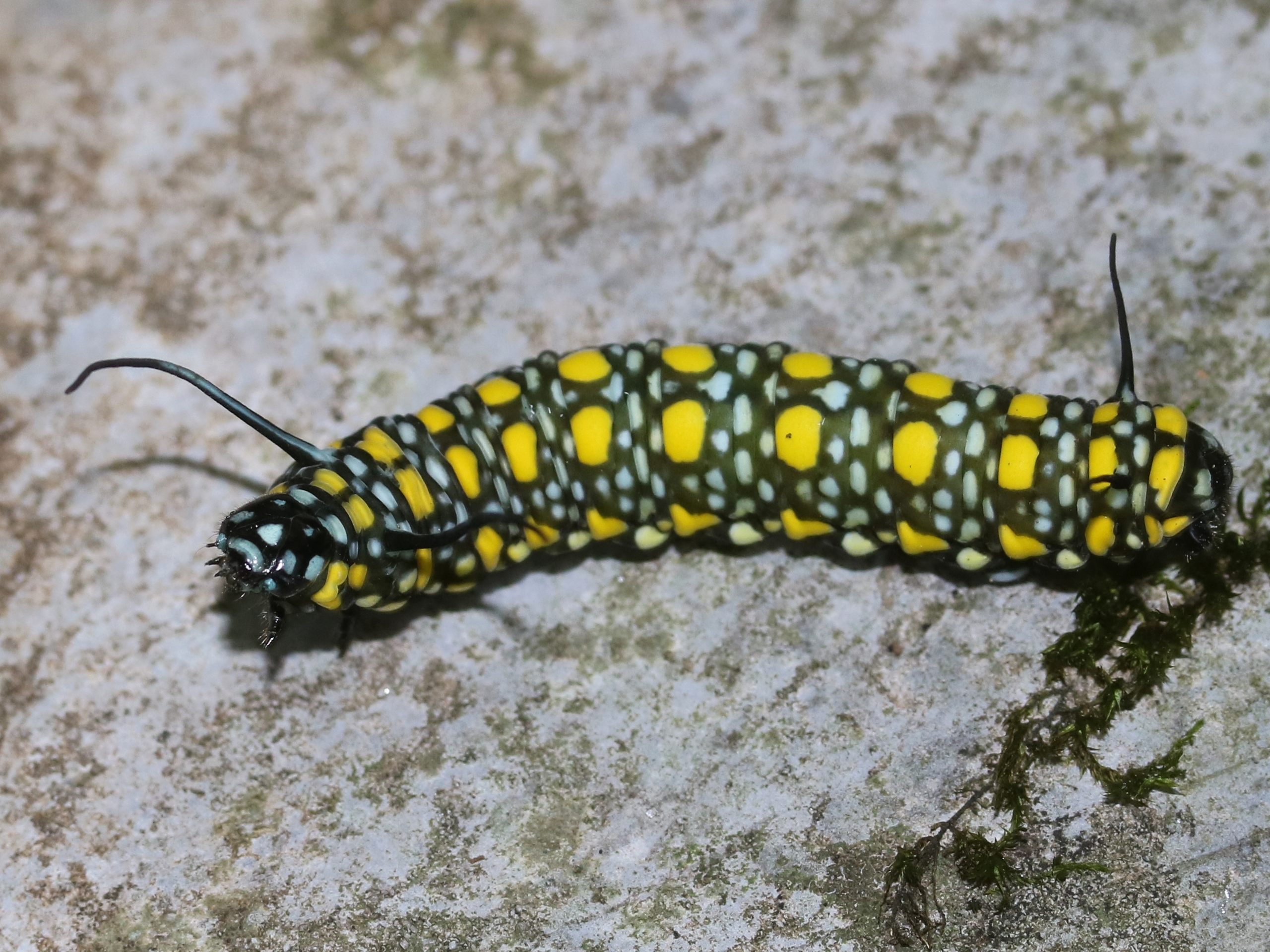
幼虫
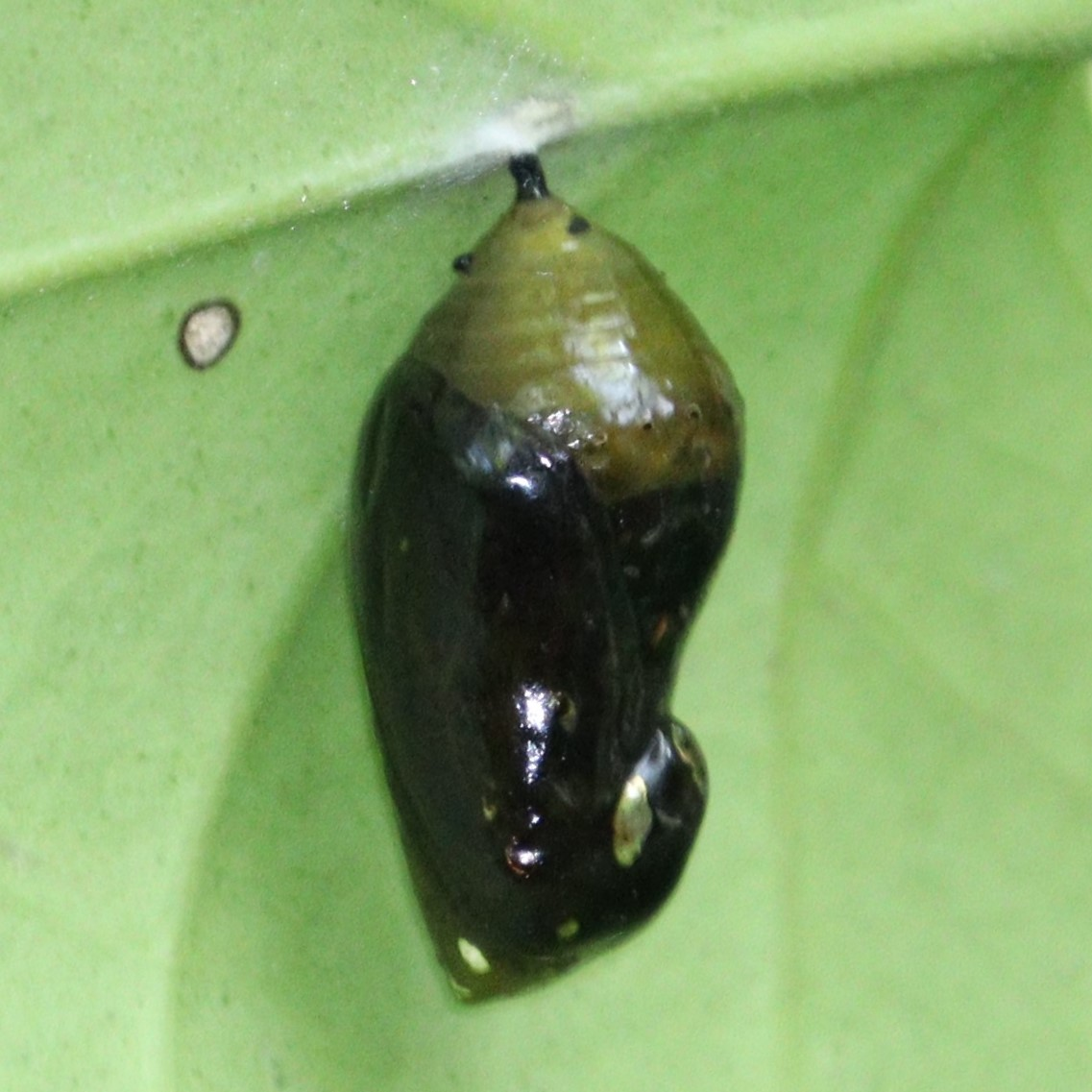
蛹
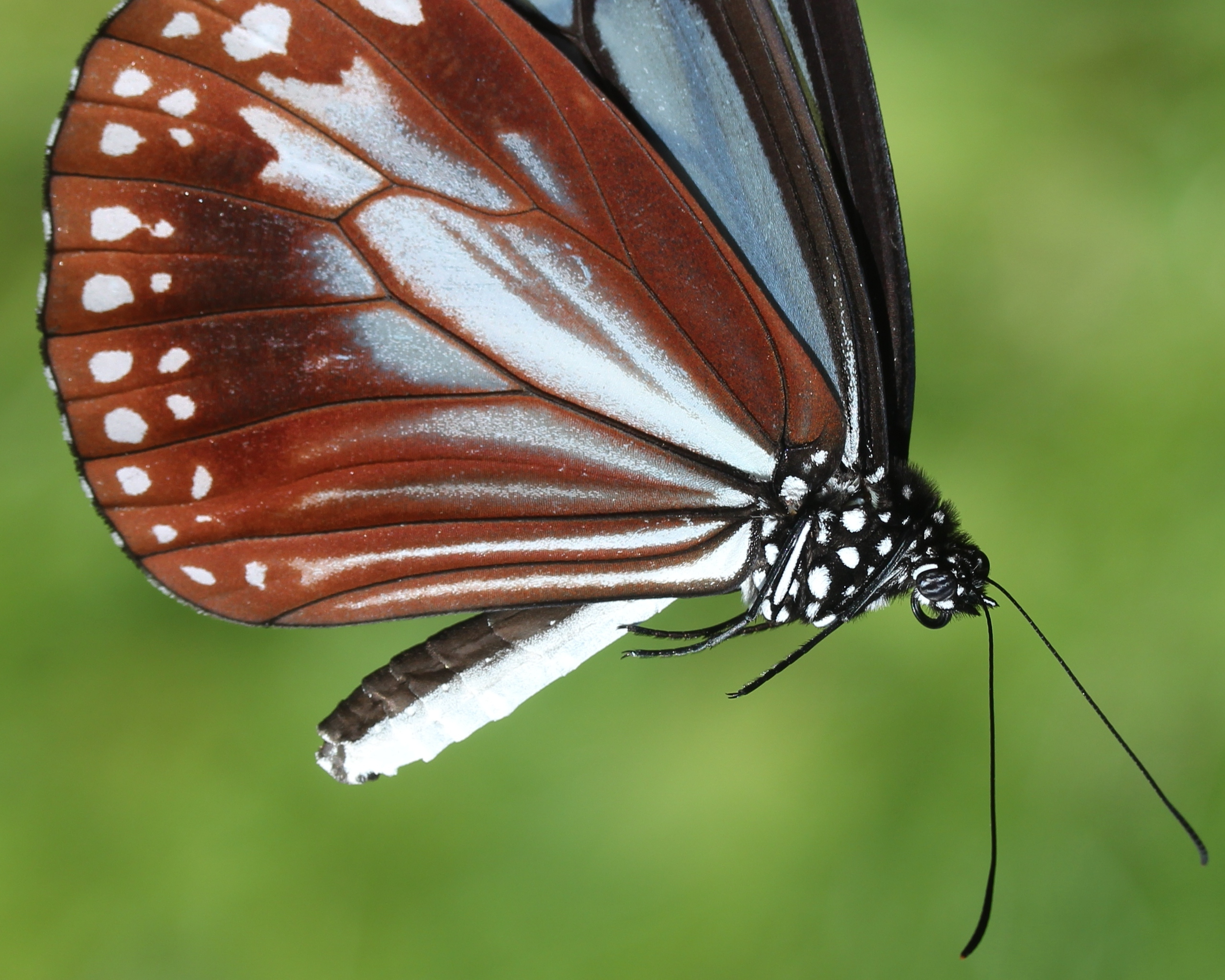
成虫

インド北部から東南アジア、インドネシアにかけて分布するアゲハチョウ科のカバシタアゲハ Chilasa agestor は、翅の模様がアサギマダラによく似ている。これは毒を持つアサギマダラに擬態（ベイツ型擬態）することで、敵に食べられないよう身を守っているものと考えられる。

## 分布

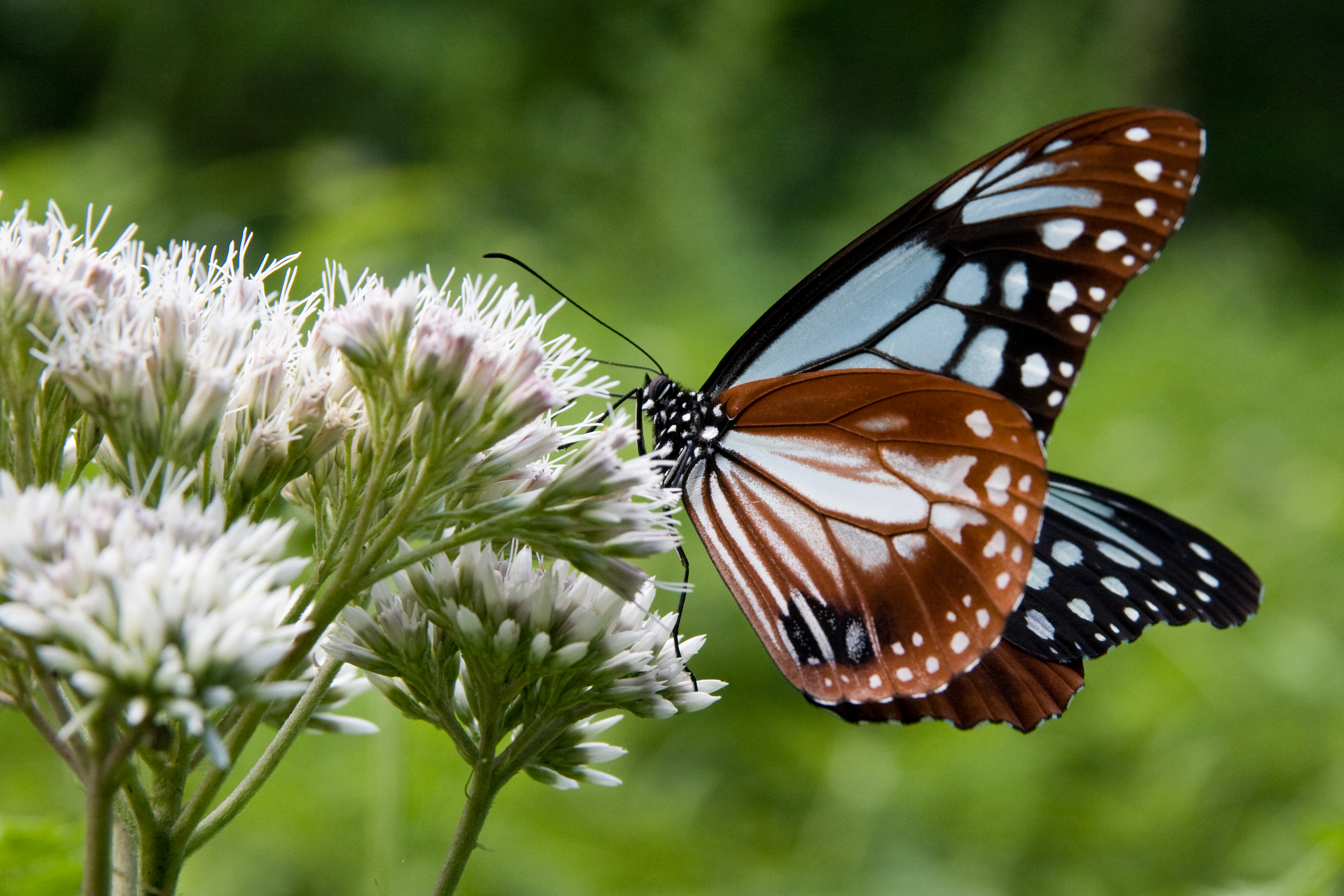
フジバカマを吸蜜するアサギマダラ （2008年7月撮影）

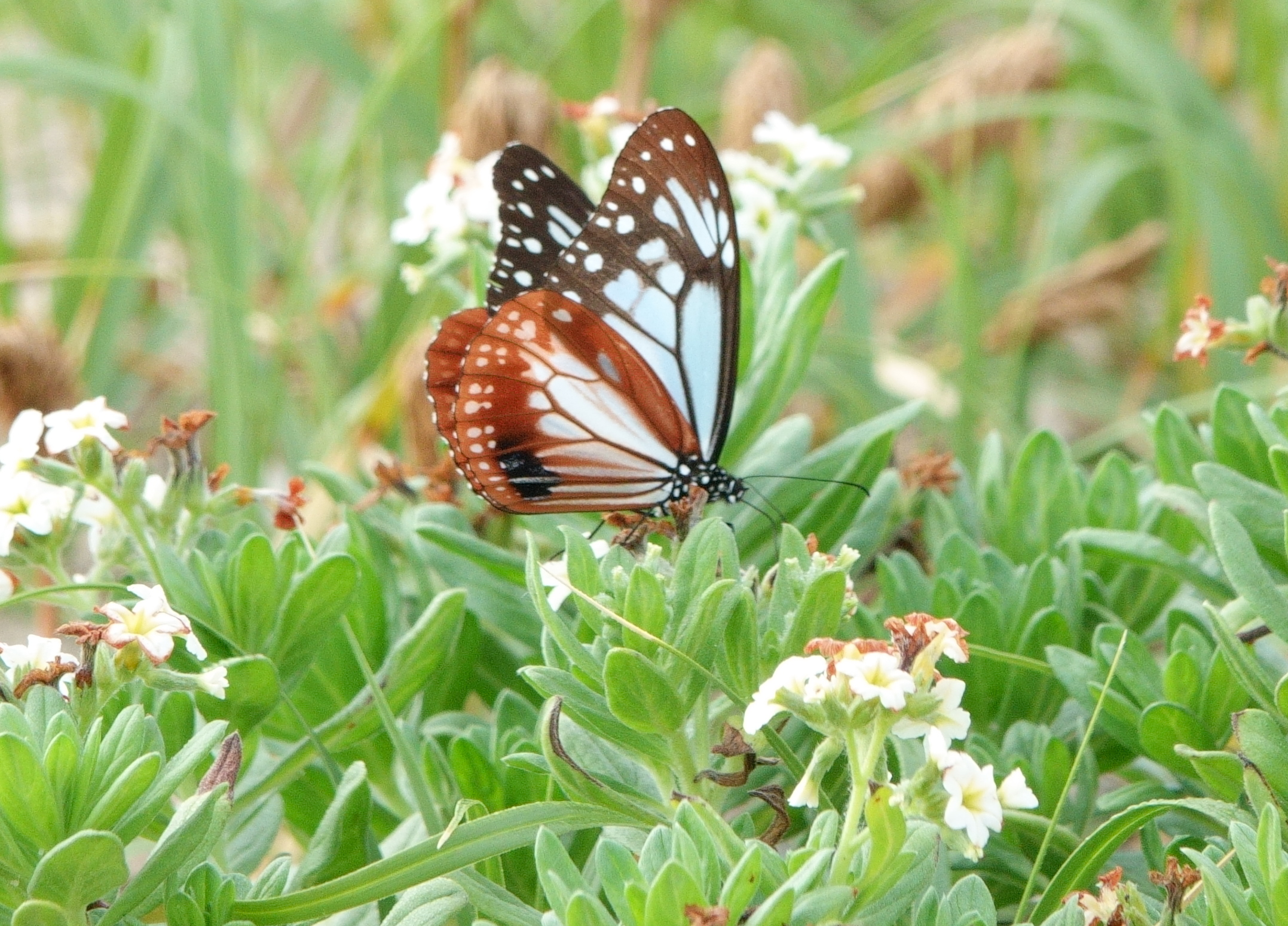
スナビキソウの蜜を吸引するアサギマダラ （2021年5月撮影）

日本全土から朝鮮半島、中国、台湾、ヒマラヤ山脈まで広く分布する。分布域の中でいくつかの亜種に分かれていて、このうち日本に分布するのは亜種 P. s. niphonica とされる。
標高の高い山地に多く生息する。九州以北で成虫が見られるのは5月から10月くらいまでだが、南西諸島では逆に秋から冬にかけて見られる。

## 移動
アサギマダラの成虫は長年のマーキング調査で、秋に日本本土から南西諸島・台湾への渡り個体が多く発見され、または少数だが初夏から夏にその逆のコースで北上している個体が発見されている。日本本土の太平洋沿岸の暖地や中四国・九州では幼虫越冬するので、春から初夏に本州で観察される個体の多くは本土で羽化した個体と推測される。秋の南下では直線距離1,500 km以上移動した個体や、1日あたり200 km以上の距離を移動した個体も確認されている。
移動の研究は、捕獲した成虫の翅の半透明部分に捕獲場所・年月日・連絡先などをマジックインキで記入（マーキング）、放蝶するという方法で個体識別を行われている。このマーキングされた個体が再び捕獲された場所・日時によって、何日で何 km移動したか、あるいは同所で捕獲した場合何日そこに居たかが分かる。調査のための『アサギマダラネット』のインターネットによる電子ネットワークがあり、その日のうちに移動情報が確認できることもある。
調査のための捕獲手段として、白いタオルの一方をつかんでぐるぐる回すとアサギマダラが寄ってくることが知られる。利き手で網を持ち逆の手でタオルを回すと捕獲しやすい。
研究者達によって、夏に日本本土で発生したアサギマダラのうち、多くの個体が秋になると南西諸島や台湾まで南下することが判明したものの、集団越冬の場所や、大量に死んでいる場所も見つかっていない。南西諸島で繁殖、もしくは本土温暖地で幼虫越冬した個体は春の羽化後にその多くが、次の本土冷涼地での繁殖のために北上する傾向にあることが明かになった。
移動の具体的な事例として、2009年9月下旬に岐阜県下呂市で放蝶された個体が、10月12日に200km離れた兵庫県宝塚市で捕獲された。
2011年8月19日に「道南虫の会」が北海道函館市近郊の山から放蝶した「アサギマダラ」が、2011年10月24日に山口県下関市の市立公園・リフレッシュパーク豊浦のバタフライガーデン「蝶の宿」に飛来し捕獲された。

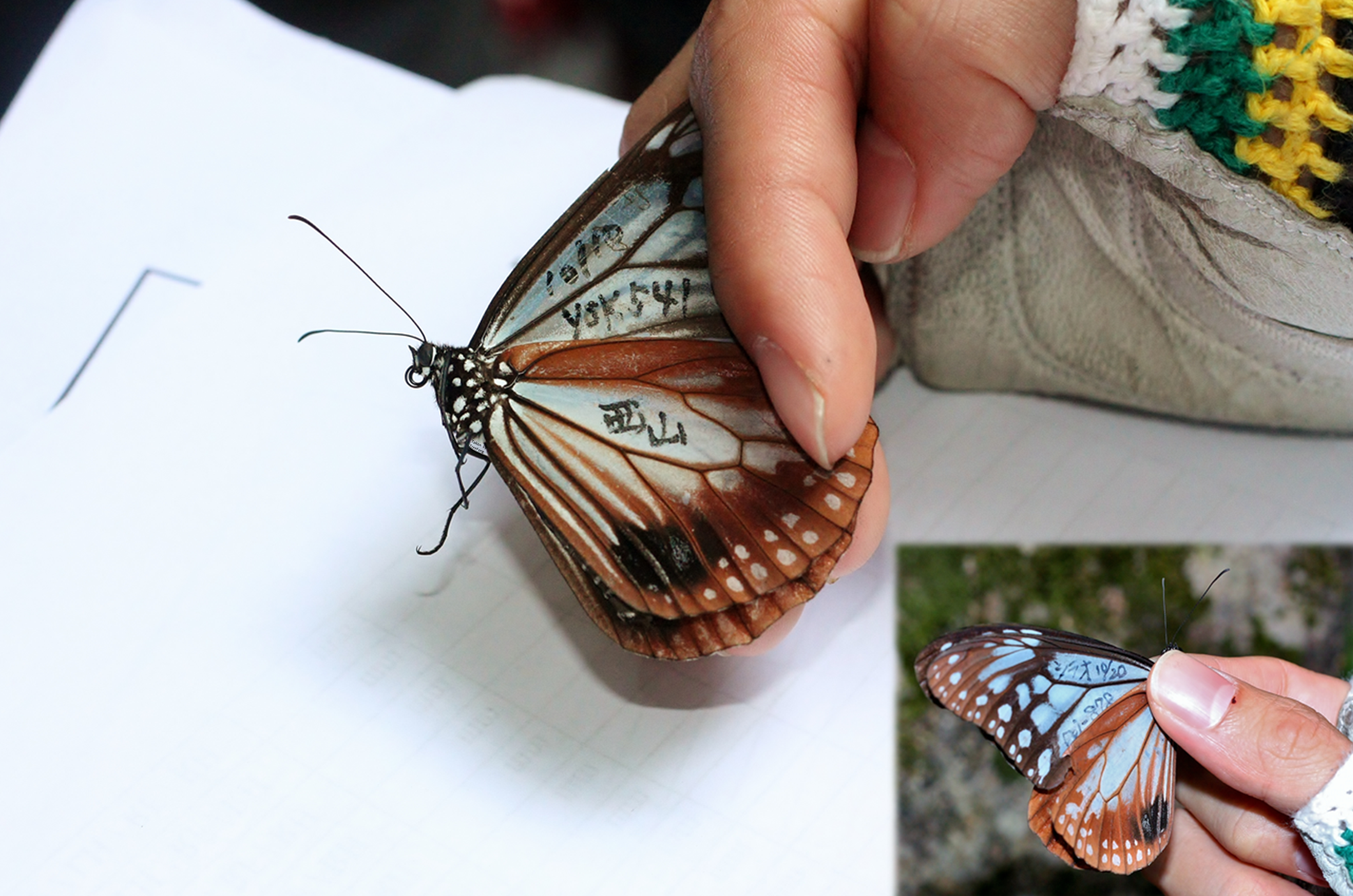
2011年10月10日に和歌山県から放たれて、83日後に約2,500 km離れた香港で捕獲されたアサギマダラ

2011年10月10日に和歌山県から放たれたマーキングしたアサギマダラが、83日後の12月31日に約2,500 km離れた香港で捕獲された。途中高知県でも捕獲されていて、世界第二位の長距離の移動が確認された。
児童図鑑でのアサギマダラの渡り行為の紹介以来、春から初夏に日本本土で観察する個体がすべて南西諸島以南から渡ってくるとされたが、これは間違いである。

### 研究の始まり
この蝶が季節的に移動しているのではないかとの考えの基、マーキング調査が始まったのは、1980年代前半からである。そのような考えが提出されたのはいずれも沖縄滞在の経験者であったという。長嶺邦雄は1962-63年頃に沖縄本島において南部では夏には幼虫も成虫も見られず、中部北部でも成虫が希に見られるだけで定着している証拠がないことから本種が移動している可能性を考えた。森下和彦は少年時代を沖縄で過ごした経験があり、1980年に本種に関する総説的な論文でやはり夏には全く見られず、秋には新鮮な個体がおらず、春には逆に新鮮な個体のみが見られること、また本種がグループとしては熱帯の蝶に属するものの例外的に北に分布を持ち、酷暑を嫌う傾向があることを指摘し、やはり移動している可能性を示した。長嶺の影響を受けた鹿児島昆虫同好会の田中洋は大きな越冬集団が見られないのに春になると個体数が増えることなどから移動している可能性を強く感じた。そこで田中は鹿児島県立博物館の福田春夫の指導を請い、秋に南下移動、春に北上移動を想定し、本種の移動を調査することになった。実験開始が1980年8月で、翌年には南下、北上の長距離移動が確認された。それを知った大阪市立自然史博物館の日浦勇は『アサギマダラを調べる会』を発足、『アサギマダラ情報』を発刊した。当初はマーキングされた個体の再捕獲は困難であったが、その後、各地の同好会などがマーキング活動を行い始めたことで、再捕獲数は増加し、細かな移動までがわかるようになった。

## 保全状況評価
千葉県のレッドリストで準絶滅危惧と評価されている。

## 近縁種
- タイワンアサギマダラ Parantica melaneus − アサギマダラに極めてよく似ている。日本には定着しておらず、迷チョウとして南西諸島で比較的多く目撃される。
- ヒメアサギマダラ Parantica aglea maghaba − アサギマダラよりだいぶ小柄で翅の大きさは3分の2ほどしかない。模様もむしろリュウキュウアサギマダラに似る。日本には1980年代頃には八重山諸島に定着していた。